# No se puede vivir del amor
No se puede vivir del amor es un programa de radio argentino conducido por el periodista y graduado en Letras Franco Torchia, que se emite desde Buenos Aires por la Radio de la Ciudad desde el 4 de febrero de 2013. Es el único programa radial diario sobre diversidad sexual del mundo.

## Historia
En 2013, con Torchia como conductor, apareció en el aire de la Radio de la Ciudad (AM 1110 kHz) el programa, que trata temas de actualidad y sobre diversidad sexual. El programa profundiza con humor, noticias y responsabilidad cómo es desear y amar en la ciudad de Buenos Aires.
Desde 2017 la Agencia Presentes presenta un espacio semanal sobre noticias LGBT en el programa.